# جوشوا غوميز
جوشوا غوميز (بالإنجليزية: Joshua Gomez)‏ مواليد 20 نوفمبر 1975 في بايون، نيو جيرسي، هو ممثل وممثل صوت أمريكي بدأ مسيرته الفنية عام 2000.

## الأعمال

### أفلام
- قانون
- تشاك
- كاسل

## روابط خارجية
- جوشوا غوميز على موقع IMDb (الإنجليزية)
- جوشوا غوميز على موقع ألو سيني (الفرنسية)
- جوشوا غوميز على موقع أول موفي (الإنجليزية)
- جوشوا غوميز على موقع قاعدة بيانات الفيلم (الإنجليزية)
- جوشوا غوميز على موقع كينوبويسك (الروسية)